# José Miguel Gómez Rodríguez
José Miguel Gómez Rodríguez (Bogotá, 24 de abril de 1961) é um clérigo católico romano e arcebispo de Manizales.

## Primeiros anos e treinamento
Nascido na capital Bogotá em 24 de abril de 1961, é filho de José Antonio Gomez e Maria Teresa Rodriguez. Fez seus estudos primários no Colégio Benedictino San Carlos e depois de se mudar para a cidade de Manizales estudou no Colégio Jesuíta SAFA San Luis. Dentro desta mesma instituição, ele fez o ensino médio e o ensino médio.
Ao descobrir sua vocação religiosa em 1979, entrou no Seminário Maior de Manizales, onde estudou Filosofia e Teologia, até que ele foi ordenado sacerdote em 1986 e, finalmente, em 2 de fevereiro de 1987, ele foi ordenado sacerdote na Catedral Basílica De Nossa Senhora do Rosário de Manizales, pelo então Cardeal Metropolitano-Arcebispo “Monsenhor” José de Jesús Pimiento Rodríguez.
Depois da ordenação sacerdotal, foi à Itália para obter um diploma universitário em Sagrada Escritura no Pontifício Instituto Bíblico de Roma .

## Pastorado
Ao retornar à Colômbia em 1992 , ele pôde iniciar seu pastorado. Durante seus anos como pároco, deve-se destacar que ocupou os cargos de Vigário Paroquial da Parroquia De La Inmaculada Concepción de Aguadas e de Capelão Universitário na Arquidiocese de Manizales. Em 1993 foi nomeado Pároco do Concelho de Neira. Em 1997 foi Pároco da Basílica Menor La Inmaculada Concepción de Salamina e Vigário Episcopal da Zona Norte da Arquidiocese de Manizales. E de 2003 a 2005 foi professor de Sagrada Escritura no Seminário Maior de Bogotáe Diretor do Departamento de Catequese e Pastoral Bíblica da Secretaria Permanente da Conferência Episcopal da Colômbia (CEC).

## Carreira episcopal
E o 22 de novembro de 2004, ascendeu ao episcopado como “Sua Santidade” o Papa João Paulo II nomeou-o  Bispo da Diocese do Líbano-Honda , em substituição do “Monsenhor” Rafael Arcadio Bernal Supelano .
Recebeu a consagração episcopal em 5 de fevereiro de 2005, pelas mãos de seu ordenador Dom José de Jesús Pimiento Rodríguez. Teve como co-consagradores o então Cardeal Metropolitano-Arcebispo de Bogotá Dom  Pedro Rubiano Sáenz e o então Arcebispo Metropolitano de Manizales “Monsenhor” Fabio Betancur Tirado.
Ele tomou posse oficial desta diocese em 12 de fevereiro.
Posteriormente, o 23 de fevereiro de 2015 foi nomeado pelo Papa Francisco, como o novo Bispo de Facatativá , na sucessão do “Monsenhor” Luis Antonio Nova Rocha.
Ele tomou posse desta nova sede em 21 de março de . Ainda nesse mesmo dia, o Papa lhe confiou a missão de ser Administrador Apostólico do Líbano-Honda até 17 de outubro, quando foi nomeado o “Monsenhor” José Luis Henao Cadavid .
Em 25 de abril de 2021, o Papa Francisco nomeou arcebispo de Manizales.